# 오키나와 HOTeye
오키나와 핫 아이(HOTeye)(おきなわHOTeye)은 NHK 오키나와 방송국에서 제작되어 방영되고 있는 저녁 정보 프로그램이다. 전신 프로그램은 뉴스 오키나와 610이다.

## 방송 소개
2013년 4월 1일 NHK의 개편에 따라 전신 프로그램인 뉴스 오키나와 610의 프로그램 명칭을 오키나와 핫 아이(HOTeye)로 바뀌면서 현재까지 방송을 하고 있다. 이 프로그램은 오늘 하루 있었던 오키나와현 지역의 뉴스와 생활 및 기상정보를 전해주고 있다.

## 방송 시간
- 월 ~ 금: 저녁 6시 10분 ~ 7시(50분)